# Łanowice
Łanowice (ukr. Лановичі, Łanowyczi) – wieś na Ukrainie, w obwodzie lwowskim, w rejonie samborskim.
We wsi znajduje się siedziba parafii pw. św. Mikołaja i MB Saletyńskiej.

## Demografia
95 proc. mieszkańców miejscowości to Polacy.

## Urodzeni
- Stanisław Koszowski